# Манлии
Манлиите (на латински: Manlii; gens Manlia) са стара патрицианска фамилия в Римската република с имената (nomen) Манлий (Manlius) и Манлия (Manlia) за жени.
Когномен на Манлиите са: Ацидин, Капитолин, Империоз, Торкват и Вулзон, (Acidinus, Capitolinus, Imperiosus, Torquatus, Vulso).
Известни членове на фамилията са:
- Гней Манлий Цинцинат, консул 480 пр.н.е.
- Авъл Манлий Вулзон (консул 474 пр.н.е.)
- Авъл Манлий Вулзон (децемвир), 451 пр.н.е.
- Луций Манлий Капитолин, консулски военен трибун 422 пр.н.е.
- Марк Манлий Капитолин, консул 392 пр.н.е.
- Авъл Манлий Капитолин, консулски военен трибун 389, 385, 383 и 370 пр.н.е., брат на Марк
- Гней Манлий Вулзон, консулски военен трибун 379 пр.н.е.
- Луций Манлий Капитолин Империоз, диктатор 363 пр.н.е.
- Тит Манлий Империоз Торкват, консул 347, 344 и 340 пр.н.е.
- Тит Манлий Торкват (консул 299 пр.н.е.)
- Луций Манлий Вулзон Лонг, консул 256 и 250 пр.н.е.
- Тит Манлий Торкват (консул 235 пр.н.е.), най-значимият Манлии през 3 век пр.н.е.
- Луций Манлий Вулзон (претор 218 пр.н.е.)
- Луций Манлий Вулзон (претор), претор 197 пр.н.е.
- Гней Манлий Вулзон (консул 189 пр.н.е.), консул 189 пр.н.е.
- Луций Манлий Ацидин Фулвиан, консул 179 пр.н.е.
- Авъл Манлий Вулзон (консул 178 пр.н.е.)
- Луций Манлий Вулзон (пратеник), 149 пр.н.е. член на Сенатска комисия до Витиния
- Луций Манлий Торкват, консул 65 пр.н.е.
- Гай Манлий, участник в Заговора на Катилина 63 пр.н.е.
- Гай Манлий Валент, консул 96 г.
- Манлия Сканцила, римска Августа 193 г., съпруга на император Дидий Юлиан
- Тиберий Манилий Фуск, суфектконсул 196 г., консул 225 г.
- Цезония Манилия (* 275 г.), дъщеря на Луций Цезоний Овиний Руфин Манилий Бас, съпруга на Амний Аниций Юлиан
- Аниций Манлий Северин Боеций (Боеций; 480 – 524), римски философ, преводач и държавник